# Cassiduella
Cassiduella — подрод жуков из семейства листоедов.

## Перечень видов
- Щитоноска маревая серебристая (Cassida nobilis Linnaeus, 1758)
- Cassida ovalis Spaeth, 1914
- Cassida parvula Boheman, 1854
- Щитоноска крапивная (Cassida vittata Villers, 1789)